# Steffen Brinkmann
Steffen Brinkmann (* 1994 in Herzberg am Harz) ist ein deutscher Komponist von Filmmusik und Videospielmusik.

## Leben
Steffen Brinkmann wurde 1994 in Herzberg am Harz als Sohn eines Pastors geboren.
Nach seinem Abitur am Tilman-Riemenschneider-Gymnasium in Osterode am Harz erhielt Brinkmann Kompositionsunterricht bei Raphael D. Thöne an der Hochschule für Musik, Theater und Medien Hannover. Gleichzeitig studierte er Audiovisuelle Medien in Stuttgart und Filmmusik an der Filmakademie Baden-Württemberg in Ludwigsburg.
Seine ersten Stücke schrieb er 2010 für verschiedene Independent-Filme. 2012 wurde der Kurzfilm Heuchler! ausgezeichnet, für den er die Musik komponiert hatte.
Des Weiteren wurden 2012 der Thriller Aussichtslos (Ausweglos) sowie 2014 der Kurzfilm Falsch für den Camgaroo Award nominiert, auch für diese Filme hat er die Musik geschrieben.
Da Brinkmann zunächst für Filme komponierte, die mit kleinem Budget auskommen mussten und sich kein Sinfonieorchester für die musikalische Untermalung leisten konnten, wurde die Orchestermusik meist digital simuliert.
Im Februar 2016 wurde in Goslar seine Rhapsodie No. 1 „Bergmannsrhapsodie“ mit dem Sinfonieorchester der TU Clausthal uraufgeführt.
Dieses Werk war eine Auftragskomposition der Musikgemeinde Osterode am Harz für die Technische Universität Clausthal. In seiner ersten Rhapsodie verarbeitet Brinkmann die beiden klassischen Bergmannslieder, Glück Auf! Der Steiger kommt und Glück Auf! Ihr Bergleut Jung und Alt.
Im August 2016 wurde die für den Kurzfilm The Sands of Summers Past komponierte Musik vom renommierten Budapest Art Orchestra in Ungarn aufgenommen.
Das Sinfonieorchester der TU Clausthal gab sein Semesterabschlusskonzert 2018 mit der Uraufführung von Brinkmanns Sinfonischer Dichtung „Die Burg“. Die Komposition in sechs Sätzen beschäftigt sich mit der Idee, in den Trümmern einer alten Burg zu stehen und den Geschichten, die die Menschen während der Blütezeit dieser Burg erlebt haben.
Steffen Brinkmann ist heute neben der Filmmusik und Klassischen Musik auch im Bereich Videospielmusik aktiv.

## Filmographie (Auswahl)
- 2010: Nächster Halt Friedhof, Wichser (Kurzspielfilm)[11]
- 2010: Hunt (Kurzspielfilm)
- 2010: Entropie
- 2012: Aussichtslos (Kurzspielfilm)
- 2012: Heuchler! (Kurzspielfilm)
- 2013: Heads Up (Kurzspielfilm)
- 2013: Falsch (Kurzspielfilm)
- 2014: Ein Abend Ewigkeit
- 2015: Träumer (Kurzspielfilm)
- 2016: Fremde (Kurzspielfilm)
- 2016: Update (Kurzspielfilm)
- 2016: The Sands of Summers Past (Kurzspielfilm)[12]
- 2018: Chocolate Man (Kurzspielfilm)
- 2019: Ungeheuer (Kurzspielfilm)
- 2019: The Steppes of Khazar (Animationskurzfilm)
- 2019: Evangeline (Animationskurzfilm)
- 2020: Der verlorene Kaiser (Kurzspielfilm)
- 2025: Habibi Baba Boom (8 Folgen)
- 2025: Wilde Trauminseln (3 Folgen)

## Videospiele
- 2012/2017: Kinect Rush: A Disney Pixar Adventure
- 2019: Anno 1800
- 2019: Tropico 6
- 2021: Rise of Cultures
- 2021: Sunrise Village
- 2022: Harry Potter: Magic Awakened
- 2024: Heroes of History

## Werke (Auswahl)

### Digitale Werke
- Walls are Falling
- The Venture
- Stop at Nothing
- Soon
- God’s Wink
- Missing
- Change
- Reality
- Affinity
- Epic Christmas
- Fly Away
- Absence
- Blank
- The Woods
- Alive
- The Airship Estate
- Awakening
- Nocturnal Initiative
- Improbable
- Behold, It Was Very Good
- Autumn Days
- Shadow On The Doorstep
- The Far Side
- The Search for the Common Thread
- Footprints
- Dreamcatcher
- Last Man On Earth
- Stealing The Medallion
- Old Life’s Lullaby
- The Burrows

### Sinfonische Werke
- Rhapsodie No. 1 „Bergmannsrhapsodie“ (5. Februar 2016 uraufgeführt in Goslar)
- Sinfonische Dichtung „Die Burg“ (3. Februar 2018 uraufgeführt in Osterode am Harz)